# كلكش (مقاطعة غيلانغرب)
كلكش (بالفارسية: کل‌کش) هي قرية تقع في قسم حيدريه الريفي في إيران. يقدر عدد سكانها بـ 1,864 نسمة .